# Roger Nordmann (résistant)
Pour les articles homonymes, voir Roger Nordmann et Nordmann.
Roger Nordmann, né le 30 novembre 1920 à Paris (Seine) et mort le 3 mai 2015, est un résistant français,,.

## Biographie
Ancien de la 1re division française libre; Roger Nordmann meurt le 3 mai 2015 à l'âge de 94 ans,,,. Il est inhumé le 7 mai 2015 au cimetière du Père-Lachaise en présence du secrétaire d'État chargé des Anciens combattants et de la Mémoire, Jean-Marc Todeschini.

## Décorations
- Commandeur de la Légion d'honneur.
- Grand officier de l'ordre national du Mérite.
- Croix de guerre 1939-1945.
- Médaille de la Résistance française.
- Médaille coloniale avec les agrafes « Libye – Bir Hakeim – Tunisie 43 ».
- Médaille du Levant.